# Mermessus dominicus
Espèce
Synonymes
- Eperigone dominica Millidge, 1987

Mermessus dominicus est une espèce d'araignées aranéomorphes de la famille des Linyphiidae.

## Distribution
Cette espèce est endémique de la Dominique.

## Description
Les mâles mesurent de 1,5 à 1,75 mm et les femelles de 2,0 à 2,2 mm.

## Publication originale
- Millidge, 1987 : The erigonine spiders of North America. Part 8. The genus Eperigone Crosby and Bishop (Araneae, Linyphiidae). American Museum novitates, no 2885, p. 1-75 (texte intégral).